# 小野智華子
小野 智華子（おの ちかこ、1994年10月2日 - ）は、日本の女子競泳選手。北海道釧路市出身（出生地は北見市）。全盲。東京都の筑波大学附属視覚特別支援学校出身、あいおいニッセイ同和損害保険勤務。

## 経歴
体重わずか874グラムの未熟児として誕生し、間もなく未熟児網膜症で視力を失う。未熟児で体が小さかったため、かつて水泳選手であった母の勧めで、体力作りのために小学1年生から水泳を始める。やがて目覚ましい成績をあげ始め、表彰台の常連となる。小学生時代には日本のトップクラスとなり、北海道内の視覚障害者の水泳競技では先駆者的な存在となる。
2003年（平成15年）10月に初めて上京し、全日本身体障害者水泳大会に出場。これをきっかけに翌2004年（平成16年）、高校生や大学生たちによる障害者水泳の強化合宿に、小学生の身ながら特例参加。才能を磨き合う仲間たちと過ごし、世界を広げる。やがて、障害者スポーツ大会の世界最高峰であるパラリンピック出場を夢に見るようになる。
介護役の母親も、普段から時には敢えて厳しく接しつつ、指導に使用する小道具を自作してプール際でサポートするなど、記録に大きく更新した。釧路市身体障害者福祉センターのボランティア団体である釧路市点訳奉仕はなあかり会も、参考書の点訳で協力した。水泳以外にもトライアスロン、登山などにも果敢に挑戦。一般のプールでほかの利用者に迷惑がられるなどの苦労も多かったものの、その後も練習に打ち込み、自身の得意とする背泳ぎでは、道内では敵なしといわれるまでになる。
2005年（平成17年）には宮城県仙台市で東北身体障害者水泳大会に出場。ジャパンパラリンピックの出場権をかけたともいえる重要なこの大会で、見事1分39秒を記録する。2006年（平成18年）には大阪府門真市で開催されたジャパンパラリンピック水泳競技大会に、国内最年少選手として出場。中学進学後の2007年（平成19年）、日本代表の強化指定選手に最年少で選ばれる。世界ランキングも4位となり、パラリンピック出場も夢ではなくなるまでに至る。
しかし2008年（平成20年）開催の北京パラリンピックでは、背泳ぎが競技種目から除外されたため、出場を断念。親元を離れて札幌市の北海道高等盲学校へ進学後、練習時間が減って記録が伸び悩んだことや、水泳以外のことに興味を抱いたこともあり、一時は水泳の道自体を断念するが、同じく全盲の競泳選手である河合純一の諭しなどもあり、水泳を再開する。
2009年（平成21年）、アジアユースパラゲームズの水泳競技に日本代表として初出場し、100メートル背泳ぎ、女子50メートル自由形、女子100メートル自由形の3種目で優勝を飾る。2010年（平成22年）の中国・広州市でのアジアパラ競技大会では、視覚障害全盲クラスの競泳女子100メートル背泳ぎ種目で金メダルを獲得。十勝の障害者スポーツ選手の国際大会優勝は初の快挙であり、200メートル個人メドレーと、100メートル自由形でも銅メダルを獲得した。
そして北海道帯広市在住時の2012年（平成24年）、国内大会の女子100メートル背泳ぎで世界ランキング7位を記録したことで、念願のロンドンパラリンピック日本代表に初めて選ばれる。十勝のパラリンピック選手は1984年（昭和59年）冬季のインスブルックパラリンピック以来28年ぶりであり、夏季大会出場は初、道内の障害者水泳選手としても初の快挙であった。女子100メートル背泳ぎでは予選で自己ベストを更新して決勝進出、決勝では8位入賞の快挙を果たした。ほかの100メートル自由形などの種目は予選敗退したものの、全種目で自己ベストを更新。練習の成果を確実に発揮し、落選ながら収穫を得る結果となった。最も得意とする背泳ぎですらメダルには届かなかったものの、その健闘ぶりには北海道高等盲学校、帯広水泳協会、かつて通っていた釧路市内の幼稚園など、北海道内の多くの関係者が拍手を送った。
高校卒業後は郷里の北海道を離れ、東京都の筑波大学附属特別支援学校へ進学を経て、2016年（平成28年）にあいおいニッセイ同和損害保険に入社し、世界選手権大会を目指して水泳を続けている。

## 表彰
- 2011年 - 平成23年度帯広市スポーツ賞[14]
  - アジアパラ競技大会での成績の評価による。
- 2012年 - 帯広市特別表彰
  - 同年のロンドンパラリンピック出場後に受賞。帯広市のスポーツでの特別表彰の受賞は6人目で、氷上競技以外では初めて[21]。
- 2013年 - 北海道水泳連盟創立80周年記念式典・特別表彰[22]

## メディア
北海道の札幌テレビ放送(STV)ではロンドンパラリンピックまで約10年以上、取材を続けてきた。2005年には智華子と彼女を支える両親の姿を追ったドキュメンタリー『見えなくてもできる〜全盲のスイマー智華子の挑戦』が放映され、家族を結ぶ強い絆が多くの視聴者の感動を呼び、第32回日本賞（NHK主催）で青少年番組の部の優秀番組に選ばれた。53の国と地域、146機関から270作品が同賞にエントリーし、番組部門4つの優秀作品以上12作品のうち、日本の受賞作品はNHK、日本テレビ、STVの3作品のみであり、国内ローカル局制作としてはSTVが唯一であった。
2013年には同じくSTV制作により、同局創立50周年記念番組として全国ネットのドキュメンタリー『まっすぐに智華子、夢へ』が放送された。智華子が大ファンであるダンス・ボーカルユニットのEXILEのメンバーの1人、智華子と同じ北海道出身者であるSHOKICHIが番組ナビゲーターとナレーションを務め、応援のために自ら帯広市へ赴く様子が放映された。放送後は大きな反響を呼び、第40回日本賞のコンテンツ部門で「困難な状況下にある子どもの生活や境遇についての理解を促す優れた作品」として、日本の民間放送では唯一、ユニセフ賞を受賞した。また、第19回北海道映像コンクールでは大賞（北海道知事賞）を受賞した。